# Аріана Савалас
Аріана Савалас (англ. Ariana Savalas, нар. 9 січня 1987 року) — американська співачка, автор пісень та акторка.

## Біографія
Аріана Карін Савалас народилася 9 січня 1987 року в Лос-Анджелесі, Каліфорнія, США, в родині відомого американського актора Арістотеля (Теллі) Саваласа та його дружини Джулі Говленд. Після смерті батька в 1994 році, родина Аріани переїхала на батьківщину, в Дулут (Міннесота), де вона навчалася в початковій школі.. Школу першого ступеня Аріана відвідувала вже у м. Алфаретта, штат Джорджія.
Музична кар'єра Аріани почалася випадково. Влітку 2002 року, під час відпочинку з родиною в Австрії, вона для розваги записала пісню на мобільній станції караоке, яка сподобалась європейській компанії звукозапису StarTrax. Вона записала для них сингл, а потім EP з відомим європейським продюсером Джеком Уайтом. Популярна австрійська поп-радіостанція широко пропагувала пісню, Аріана виступила на всіх провідних австрійських телевізійних шоу з аудиторією загальною кількістю понад п'ять мільйонів глядачів.
Після знайомства з Європою, Аріана Савалас була прийнята до Королівської академії драматичного мистецтва (RADA) в Лондоні на курс акторської майстерності та творчості Шекспіра. Одночасно Савалас навчалася гри на фортепіано і почала писати власні пісні, натхненні Queen, Девідом Бові та «Бітлз», а також Френком Синатрою та джазовими вокальними зірками 40-х і 50-х років.
Після навчання в RADA вона переїхала до Лос-Анджелеса, аби приєднатися до престижної акторської школи «Playhouse West» і навчатись у Роберта Карнегі, плануючи повернутися восени того ж року до Лондона. За місяць в Лос-Анджелесі, без попереднього професійного актерського досвіду, вона пройшла кастинг і здобула головну роль Маріам Шефер у фільмі режисера Метта Сімбера «Міріам», історії про жертву Голокосту. 2010 року Аріана зіграла епізодичну роль Боббі Лейнсфорд у п'ятому сезоні серіалу «Криміналісти: мислити як злочинець». Того ж року взяла участь у двох епізодах ток-шоу «TV Talk Tonight with Steven Brandon». Вона також грала в декількох короткометражних фільмах, таких, як «Game Master» (2008), «Deus Ex Machina» (2010), та створених нею самою «Ariana Savalas: Too Late» та «Ariana Savalas: One Man Show» (2014).
Аріана Савалас набула популярністі, співаючи на сцені кабаре і джазових клубів, як Herb Alpert's Vibrato у Беверлі Гілз, Birdland Jazz Club, Metropolitan Room, West Palm Beach's Royal Room, Palm Springs' McCallum Theater та Чиказька Signature Room. 2013 року у Herb Alpert's Vibrato відбулася презентація її дебютного сольного альбому Sophisticated Lady. Того ж року почалась її співпраця зі Скоттом Бредлі та Postmodern Jukebox. Відео виступів за її участю, таких як No Diggity, Blank Space, It Wasn't Me та ін. мають десятки мільйонів переглядів на Youtube каналі Postmodern Jukebox. Один тільки Bad Romance, кавер на пісню Леді Гага, створений разом з танцюристкою Сарою Райх станом на початок 2018 року передивилось понад 20 мільйонів глядачів. Савалас багато гастролює разом з Postmodern Jukebox Сполученими Штатами і світом, виступає у визначних концертних залах: лондонських О2 Арена та The Roundhouse, Radio City Music Hall у Нью-Йорку.
Аріана також постійно бере участь (як Madame ZinZanni) у шоу Театру ЗінЗанні, закладу, що поєднує в собі унікальне злиття цирку, комедії, кабаре, вистав та живої музики.

## Дискографія
| Сольні альбоми - 2014 — Sophisticated Lady Участь в альбомах Postmodern Jukebox: - 2014 — Historical Misappropriation - «No Diggity» - 2015 — Selfies on Kodachrome - «Blank Space» - 2015 — Emoji Antique - «Bad Romance» - «All About That Bass» | - 2015 — Swipe Right for Vintage - «Criminal» - 2015 — Top Hat on Fleek - «Single Ladies (Put a Ring on It)» - 2015 — Now That's What I Call Vintage - «No Diggity» - 2016 — Swing the Vote! - «Pony» - 2016 — PMJ is for Lovers - «No Diggity» - «Blank Space» | - 2016 — The Essentials - «No Diggity» - 2017 — Fake Blues - «Thong Song» - 2017 — New Gramophone, Who Dis? - «It Wasn't Me» - 2017 — The New Classics - «All About That Bass» - «Bye, Bye, Bye» - «Stacy's Mom» |